# Generation Swine
Generation Swine, é o sétimo álbum de estúdio da banda Mötley Crüe lançado em 24 de junho de 1997. O álbum é o primeiro com o vocalista Vince Neil desde o Dr. Feelgood, e o último com o baterista Tommy Lee em sua primeira fase com a banda.
O álbum chegou à 4ª colocação da Billboard 200 e à 10ª da Canadian Albums Chart.

## Faixas
| N.º | Título                   | Letras               | Música                           | Duração |  |
| 1.  | "Find Myself"            |                      | Nikki Sixx, Mick Mars, Tommy Lee | 2:51    |  |
| 2.  | "Afraid"                 |                      |                                  | 4:07    |  |
| 3.  | "Flush"                  |                      | Sixx, Lee, John Corabi           | 5:03    |  |
| 4.  | "Generation Swine"       |                      | Sixx, Lee                        | 4:39    |  |
| 5.  | "Confessions"            | Lee                  | Lee, Mars                        | 4:21    |  |
| 6.  | "Beauty"                 | Sixx, Scott Humphrey | Sixx, Lee                        | 3:47    |  |
| 7.  | "Glitter"                | Sixx, Bryan Adams    | Sixx, Humphrey, Adams            | 5:00    |  |
| 8.  | "Anybody Out There?"     |                      | Lee, Sixx                        | 1:50    |  |
| 9.  | "Let Us Prey"            | Sixx, Corabi         |                                  | 4:22    |  |
| 10. | "Rocketship"             |                      |                                  | 2:05    |  |
| 11. | "A Rat Like Me"          |                      |                                  | 4:13    |  |
| 12. | "Shout at the Devil '97" |                      |                                  | 3:43    |  |
| 13. | "Brandon"                | Lee                  | Lee                              | 3:25    |  |

| Faixa bônus japonesa |                              |         |  |
| N.º                  | Título                       | Duração |  |
| 14.                  | "Song to Slit Your Wrist By" | 3:33    |  |

| Faixas bônus da edição remasterizada de 2003 |                                               |                               |                               |         |  |
| N.º                                          | Título                                        | Letras                        | Música                        | Duração |  |
| 14.                                          | "Afraid" (Swine/Jimbo Mix)                    |                               |                               | 3:58    |  |
| 15.                                          | "Wreck Me" (inédita)                          | Lee, Neil, Mars, Sixx         | Lee, Neil, Mars, Sixx         | 4:19    |  |
| 16.                                          | "Kiss the Sky" (inédita)                      | Lee, Neil, Mars, Sixx, Corabi | Lee, Neil, Mars, Sixx, Corabi | 4:47    |  |
| 17.                                          | "Rocketship" (demo)                           |                               |                               | 1:37    |  |
| 18.                                          | "Confessions" (demo com Tommy Lee nos vocais) | Lee                           | Lee, Mars                     | 3:35    |  |
| 19.                                          | "Afraid" (vídeo)                              |                               |                               |         |  |